# Bastawad, Khanapur
Bastawad là một làng thuộc tehsil Khanapur, huyện Belgaum, bang Karnataka, Ấn Độ.